# Silence 4 no Coliseu dos Recreios
Ao Vivo: Coliseu dos Recreios es un álbum en directo de la banda portuguesa Silence 4, lanzado en 2004. Es el único álbum que fue lanzado tras la disolución de la banda a finales de 2001. 
Grabado durante dos conciertos realizados el 19 de diciembre y el 20 de diciembre de 2000 en el Coliseu dos Recreios, en Lisboa, Ao vivo incluye dos canciones inéditas. Fue lanzado a la vez que el disco un DVD con imágenes del concierto.

## Temas

### Disco 1
1. Don’t
2. 6ºs Sentidos
3. Alright
4. Old Letters
5. Not Brave Enough
6. To Give
7. Goodbye Tomorrow
8. Angel Song
9. Cruel
10. Where Are You
11. Empty Happy Song

### Disco 2
1. Only Pain Is Real
2. Search Me Not
3. Transplantation (inédito)
4. Ceilings
5. Borrow
6. My Friends
7. Sleepwalking Convict
8. Take Me Away
9. Dying Young
10. Atmospheres (inédito)
11. Breeders

## Créditos
- David Fonseca - voz y guitarra
- Sofia Lisboa - voz
- Rui Costa - bajista
- Tozé Pedrosa - batería

- Datos: Q11703847